# 中国网球巡回赛
中国网球巡回赛（英语：CTA Tour，简称「中巡赛」）是有中国网球协会主办的网球巡回赛事，始创于2020年，并有相应的“中巡赛国家积分排名系统”、“中国网球技术水平评价系统即网球运动技术等级智能评测系统”。参赛对象主要针对中國职业和业务球员，也有部分外籍球员参加。赛事由北京中网巡体育管理股份有限公司运营。
中国网球巡回赛不属于ATP巡回赛和WTA巡回赛系统，但是一个「有效的补充」，ATP积分和WTA积分可以转换为中国国家竞赛积分，参与国内球员排名。2020年首届中国网球巡回赛总决赛在四川成都举行，浙江球员吴易昺是男单冠军，天津选手刘方舟则获得女单冠军。

## 赛事目标
2020年，由于2019冠状病毒病疫情导致全球性质的网球巡回赛停摆，各个国家严格的旅行限制和出入境管理给国内球员外出参赛带来极大的困难，创办中网巡是为了给无法出国参赛的职业球员一个打比赛的机会。另外由于在国内举行的各大ATP和WTA巡回赛赛事版权并不完全属于国内，为了响应国家体育总局和中央广播电视总台的响应进行「中国自主、自有、自办赛事体系的重要尝试」，完全掌握赛事自主知识产权。
另外业界认为面向国内的网球专业赛事相对较少，职业网球选手和职业网球赛事缺少连接，以及国内业务网球赛事也没有形成体系和分级标准，通过中国网球巡回赛以及国家竞赛积分系统将连接一系列全国重要赛事，如全运会网球比赛，青运会网球比赛等，提供参赛球员排名和种子排位服务。

## 赛事体系
中国网球巡回赛分为CTA1000、CTA800、CTA500、CTA200四个级别，其中CTA1000、CTA800主要面向职业运动员，而CTA500、CTA200则是主要面向业余选手。巡回赛全年在全国各地设10-20站分站赛。年终总决赛分为CTA200、CTA500和CTA800&1000总决赛，目前由成都举办。
每站赛事设有男子单打、女子单打、男子双打和女子双打四个项目，部分赛事还设有混合双打项目。
报名参赛的选手必须注册为中国网球协会个人会员并那是交纳会员费用，并通过中国网球协会网球运动技术等级平板标准。根据规则，中巡赛采用《中国网球协会网球运动技术等级评标准及评定办法（试行）》进行分级比赛，将选手的网球运动技术水平分为10个等级，1级为最高水平等级，10级为入门水平等级。不同级别的比赛对不同水平等级的球员有参赛要求。

## 香港站賽事
中國網球巡迴賽建行（亞洲）香港公開賽是中國網球巡迴賽（CTA）最高級別的CTA1000系列賽事之一，賽事由德天集團主辦，中國香港網球總會合辦，並由國家體育總局網球運動管理中心和中國網球協會領導。於2023年首次在香港舉辦，並於2024年延續成功舉辦，成為香港最重要的國家級網球賽事之一。
2023年男雙冠軍由中國香港組合黃俊鏗與王康傑奪得，成為賽事最大亮點之一。

### 歷年香港站冠軍
| 年份 | 男單冠軍 | 女單冠軍 | 男雙冠軍       | 女雙冠軍         |
| ---- | -------- | -------- | -------------- | ---------------- |
| 2023 | 特日格樂 | 魯晶晶   | 黃俊鏗／王康傑 | 王美玲／郭美琪   |
| 2024 | 劉少雲   | 葛玲佑   | 楊子江／鄭寶羅 | 艾西熱甫／徐佳鈺 |

## 历年冠军

### CTA巡回赛
| 赛事名称     | 赛事级别  | 赛事奖金  | 2020年   | 2020年   | 2021年            | 2021年   | 2022年   | 2022年   |
| ------------ | --------- | --------- | -------- | -------- | ----------------- | -------- | -------- | -------- |
| 赛事名称     | 赛事级别  | 赛事奖金  | 男单冠军 | 女单冠军 | 男单冠军          | 女单冠军 | 男单冠军 | 女单冠军 |
| 总决赛       | CTA总决赛 | ￥2200000 | 吴易昺   | 刘方舟   | 吴易昺            | 王雅繁   | 崔杰     | 刘方舟   |
| 昆明安宁站   | CTA1000   | ￥800000  | 华润豪   | 王美玲   | 布云朝克特        | 王美玲   | 李泽楷   | 郑妩双   |
| 长沙望城站   | CTA1000   | ￥800000  | 吴易昺   | 王雅繁   | 特日格乐          | 郭涵煜   | 莫业聪   | 李宗钰   |
| 广东广州站   | CTA1000   | ￥800000  | 没有举办 | 没有举办 | 吴易昺            | 郑妩双   |          |          |
| 贵州贵阳站   | CTA1000   | ￥800000  | 崔杰     | 刘方舟   | 没有举办          | 没有举办 |          |          |
| 山东日照站   | CTA800    | ￥500000  | 张之臻   | 王雅繁   | 吴易昺            | 刘方舟   |          |          |
| 长沙望城站   | CTA500    | ￥300000  | 袁征宇   | 刘畅     | 没有举办          | 没有举办 | 没有举办 | 没有举办 |
| 江苏张家港站 | CTA500    | ￥300000  | 没有举办 | 没有举办 | 没有举办          | 没有举办 | 魏澄贤   | 取消     |
| 宁波鄞州站   | CTA500    | ￥300000  | 沈凌涛   | 陈奕如   | 黄哲皓            | 陈奕如   | 延期     | 延期     |
| 广东佛山站   | CTA500    | ￥300000  | 没有举办 | 没有举办 | 玉苏普艾力·艾则孜 | 罗熙     | 于宗丙   | 罗熙     |
| 江苏张家港站 | CTA200    | ￥150000  | 没有举办 | 没有举办 | 没有举办          | 没有举办 | 取消     | 取消     |
| 山东济南站   | CTA200    | ￥150000  | 梁启润   | 冯傲寒   | 何俊佶            | 赵蕾     | 延期     | 延期     |
| 海南海口站   | CTA200    | ￥150000  | 叶宝     | 陈小妹   | 叶宝              | 宋婧威   | 叶宝     | 战灵宝   |

## 相关链接
- 中国网球巡回赛 （页面存档备份，存于）
- 中国网球协会 （页面存档备份，存于）
- 中國網球巡迴賽建行(亞洲)香港公開賽